# Bourbon (singel)
Bourbon – singel polskiego rapera ReTo z jego czwartego albumu studyjnego, zatytułowanego W samo południe. Singel został wydany 30 czerwca 2021.
Nagranie uzyskało certyfikat platynowej płyty.

## Geneza utworu i historia wydania
Utwór napisali i skomponowali Igor Bugajczyk i Rafał Jakubowski.
Singel ukazał się w formacie digital download 30 czerwca 2021 w Polsce za pośrednictwem wytwórni płytowej Spacerange. Kompozycja została umieszczona na czwartym albumie studyjnym ReTo – W samo południe.

## Teledysk
Do utworu powstał teledysk, który udostępniono w dniu premiery singla za pośrednictwem serwisu YouTube.

## Lista utworów
- Digital download[6]

1. „Bourbon” – 3:17